# Tō-on
Tō-on ou tō-in (唐音, littéralement « prononciation Tang ») est la prononciation provenant des prononciations des dynasties chinoises à partir du Xe siècle (dynasties Song, Yuan, Ming et Qing et non pas Tang, contrairement à ce que suggère son nom), dans la prononciation phonétique on'yomi (音読み) des caractères chinois kanjis (漢字) en japonais. Elle se distingue de la prononciation go-on (呉音), originaire de la famille des langues Wu (parlées à Shanghaï, ainsi que dans les provinces du Jiangsu et Zhejiang, ancien royaume de Wu) et de la prononciation kan-on (漢音, littéralement « prononciation han »), prononciation provenant de la dynastie Tang entre les VIIe et IXe siècles pendant la période Nara, au Japon.

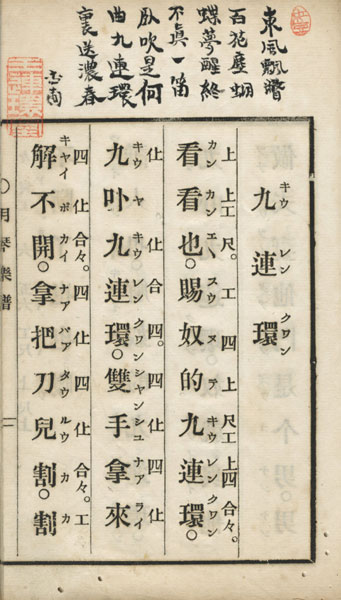
Texte de la chanson 清楽 (« Shingaku ») annoté en prononciation tō-on.

L'autre famille de prononciation des kanjis est la prononciation kun'yomi (訓読み, lit. « prononciation sémantique »), dont la sémantique chinoise est conservée, mais la prononciation d'origine japonaise est utilisée.

## Exemples
- 椅子 (japonais : イス, isu ; wu : ? ; mandarin : yǐzi) : chaise
- 上海 (japonais : シャンハイ, shanhai (shanghaïais) ; wu : zaan he (T3) ; mandarin : Shànghǎi) : Shanghai
- 西瓜 (japonais : スイカ, suika ; wu (shanghaïais) : xi ko (T1) ; mandarin : xīguā) : pastèque
- 明 (japonais : ミン, min ; wu (shanghaïais) : men (T3), min (T3) ; mandarin : míng) : brillant, clair
- 扇子 (japonais : センス, sensu ; wu : ? ; mandarin : shànzi) : éventail